# Uhrencup
Der Uhrencup ist ein internationales Fussballturnier in der Schweiz. Seit 1962 findet es (mit Unterbrechungen) jährlich im Juli als Saisonvorbereitungsturnier statt und gilt als bedeutendstes Turnier in der Schweiz. Austragungsort war bis 2013 das Stadion Brühl in Grenchen, 2016 bis 2019 die Tissot Arena in Biel. Ab 2022 sollte es alternierend in Grenchen und Biel stattfinden. Ausrichter war über lange Zeit der Schweizer FC Grenchen. Damals spielte Grenchen noch in der Nationalliga A, inzwischen (seit der Saison 2018/19) jedoch in der 2. Liga interregional, der fünfthöchsten Spielklasse der Schweiz. Im Jahr 2003 übernahm Sascha Ruefer die Veranstaltung mit einem Organisationskomitee, der Uhrencup wurde wieder international ausgerichtet und ist mit inzwischen über 50 Austragungen eines der traditionsreichsten Turniere für Vereinsmannschaften in Europa. In den Jahren 1967 und 1974 wurde der Wettbewerb nicht ausgetragen, ebenso 2014 und 2015 fand das Turnier unter anderem infolge einer juristischen Auseinandersetzung nicht statt. In den Jahren 2020 und 2021 wurde das Turnier aufgrund der COVID-19-Pandemie ebenfalls nicht ausgetragen. Die Austragungen 2022, 2023 und 2024 fanden mangels eines Hauptsponsors ebenfalls nicht statt.
Grenchen ist Heimat vieler bekannter Uhrenmarken, worauf der Name Uhrencup zurückzuführen ist. Es nehmen jeweils vier Teams teil, wobei seit 2003 jeweils zwei Schweizer gegen zwei Internationale Teams antreten. Schweizer Fixstarter sind in den letzten Jahren der BSC Young Boys (ausserhalb der Schweiz auch Young Boys Bern genannt) und der FC Basel geworden.
Bis 2003 wurde nach Pokal-System gespielt. Seit 2004 werden nach Liga-Format pro Team zwei Spiele ausgetragen. Gewinner ist diejenige Mannschaft mit den meisten Punkten oder, bei Punktegleichheit, die mit dem besseren Torverhältnis.
Neben dem Turnier werden im Rahmen des Uhrencups auch internationale Testspiele ausgerichtet.

## Geschichte

### Gründung als internationales Turnier (1962–1968)
Als 1962 der FC Grenchen die neue Haupttribüne im Stadion Brühl einweihte, waren sich die ansässigen Uhren-Unternehmer der Stadt Grenchen einig, sie mit einem Turnier zu feiern. So organisierte der FC Grenchen, damals eine der führenden Mannschaften im Schweizer Fussball und über die Landesgrenze hinaus ein Begriff, ein grosses Einweihungsturnier mit internationalen Teams. Die Resonanz war gross, und so wurde das Turnier jährlich wiederholt.
Für den ersten Uhrencup wurde bei der FIFA und dem Schweizerischen Fussballverband ein Turnierreglement angefordert. Weil der Uhrencup in der Vorsaison als Vorbereitungsturnier gedacht war, wollte man die Spieler nicht mit Wiederholungsspielen schwächen. Der Turniergründer Kurt Weissbrodt fand schliesslich zusammen mit Max Schneider, dem damaligen Präsidenten des FC Grenchen, die Lösung mit einem Penaltyschiessen. Die Änderungen im FIFA-Reglement 1962 wurden schliesslich bewilligt, und so wurde 1962 erstmals in einem internationalen Turnier ein Penaltyschiessen durchgeführt. Das Vorrundenspiel zwischen dem RC Brügge und AC Como fand schliesslich erst beim Stand von 11:10 einen Sieger. In den ersten paar Jahren schoss jeweils ein Schütze die ersten fünf Penaltys. 1969 wurden im Vorrundenspiel zwischen Biel und Lausanne-Sports zweimal fünf Penaltys ausgeführt. Nachdem das Ergebnis beide Male ausgeglichen gewesen war, wurde schliesslich auf den Münzwurf zurückgegriffen, womit die Bieler ins Finalspiel einzogen. 1964 bescherte der Münzwurf dem BSC Young Boys gar den Finalsieg über den Karlsruher SC.

### Uhrencup als zumeist regionale Veranstaltung (1969–2002)
Nach der Saison 1967/68 stieg der FC Grenchen in die Nationalliga B ab. Im Anschluss büsste auch der Uhrencup seine internationale Bedeutung ein, und so nahmen zukünftig nur noch Schweizer Mannschaften am Turnier teil.
In den Jahren 1987 bis 1991 konnten noch einmal einige internationale Teams verpflichtet werden, und 1991 gewann mit dem 1. FC Köln der damalige deutsche Cupfinalist mit Trainer Christoph Daum und dem Weltmeister Pierre Littbarski den Uhrencup. Die Krise der Schweizer Uhrenbranche in den 1980er-Jahren hatte jedoch auch finanzielle Folgen für den FC Grenchen, der Schulden ansammelte und dadurch nicht mehr in der Lage war, internationale Teams zu verpflichten. Nur sechs Jahre nach dem 1. FC Köln gewann mit dem FC Subingen eine Mannschaft aus der damals vierthöchsten Spielklasse (2. Liga) den Uhrencup 1997.

### Neuauflage als internationales Turnier (seit 2003)
2003 wurde der Uhrencup vom Schweizer TV-Moderator Sascha Ruefer und seiner Uhrencup & Event GmbH übernommen. Seitdem nahmen immer wieder europäische Topvereine am Uhrencup teil, so unter anderem Celtic Glasgow, der 1. FC Köln, der 1. FC Kaiserslautern, der FC Red Bull Salzburg, der FC Twente Enschede, der FC Schalke 04, Borussia Dortmund oder Bayer 04 Leverkusen.
2009 nahm mit Schachtar Donezk der aktuelle UEFA-Cup-Sieger am Uhrencup teil. Nach einer 1:2-Niederlage gegen den BSC Young Boys und einem 3:0-Sieg gegen den FC Basel gewannen er das Turnier dank dem besten Torverhältnis.
Das Teilnehmerfeld der 50. Auflage des Turniers im Jahr 2011 bildeten der FC Basel, der BSC Young Boys, Hertha BSC und West Ham United. Die beiden Schweizer Teams gewannen alle vier Partien, und der FC Basel entschied das Turnier aufgrund des besseren Torverhältnisses für sich. Für die Jubiläumsausgabe fand noch ein Testspiel zwischen dem Schweizer Vizemeister FC Zürich und dem deutschen Meister Borussia Dortmund statt, welches mit einem 1:1-Unentschieden endete. Im Anschluss an die 50. Jubiläumsausgabe trat Sascha Ruefer nach acht Jahren als Turnierdirektor zurück und mit ihm auch das gesamte Organisationskomitee.
Nach einem einjährigen Unterbruch fand 2013 die 51. Ausgabe des Uhrencups statt. Als Teilnehmer wurden der FC Basel, Roter Stern Belgrad, der Grasshopper Club Zürich und Fortuna Düsseldorf verpflichtet.

## Modus
Mit Ausnahme des Jahres 1990, an dem sechs Vereine um den Uhrencup spielten, wurde das Turnier von 1962 bis 2003 und auch im Jahr 2010 im K.-o.-System mit vier teilnehmenden Vereinen ausgespielt. Die Verlierer der Halbfinals spielten um Platz 3, die Sieger um den Uhrencup. Bei Unentschieden gab es jeweils ein Penaltyschiessen. Zweimal, 1964 und 1969, entschied sogar der Münzwurf. Im Jahre 1990 spielten die sechs Teilnehmer in zwei Gruppen zu je drei. Die beiden Gruppenletzten schieden aus, die Gruppenzweiten bestritten das Spiel um Platz 3 und die Gruppensieger den Final. Mit Ausnahme des Jahres 2010 spielen seit 2004 die vier Teilnehmer in einer Runde, wo aber jeder Klub nur gegen zwei der drei anderen anzutreten hat. 2006 nahmen der FC Zürich und der FC Basel gemeinsam als ein Team teil; so hatte jeder der beiden Vereine nur eines der zwei Spiele zu absolvieren.

## Die Platzierungen der Teilnehmer in jedem Jahr
In der folgenden Tabelle ist allen Vereinen ausserhalb der Schweiz die Nationalflagge beigefügt. Das Fehlen der Nationalflagge  bei Vereinen der Schweiz verschafft einen optischen Überblick über den Wandel des Turniers zwischen nationalem und internationalem Charakter.
| Jahr   | Platzierungen                                                                               | Platzierungen           | Platzierungen                                   | Platzierungen                                   |
| Jahr   | Sieger                                                                                      | 2. Platz                | 3. Platz                                        | 4. Platz                                        |
| ------ | ------------------------------------------------------------------------------------------- | ----------------------- | ----------------------------------------------- | ----------------------------------------------- |
| 1962   | FC Grenchen                                                                                 | Cercle Brügge           | AC Como                                         | FC Biel-Bienne                                  |
| 1963   | Ipswich Town                                                                                | FC Grenchen             | FC Biel-Bienne                                  | Sparta Rotterdam                                |
| 1964   | BSC Young Boys                                                                              | Karlsruher SC           | Olympique Nîmes                                 | FC Grenchen                                     |
| 1965   | Vicenza Calcio                                                                              | FC Grenchen             | BSC Young Boys                                  | Maccabi Tel Aviv                                |
| 1966   | FC Sochaux                                                                                  | FC Grenchen             | Lanerossi Vicenza                               | FC Biel-Bienne                                  |
| 1967   | abgesagt                                                                                    | abgesagt                | abgesagt                                        | abgesagt                                        |
| 1968   | FC Biel-Bienne                                                                              | BSC Young Boys          | FC Sochaux                                      | FC Grenchen                                     |
| 1969   | FC Basel                                                                                    | FC Biel-Bienne          | FC Grenchen                                     | FC Lausanne-Sport                               |
| 1970   | FC Basel                                                                                    | BSC Young Boys          | FC Biel-Bienne                                  | FC Grenchen                                     |
| 1971   | FC Grenchen                                                                                 | FC Basel                | FC Lausanne-Sport                               | FC Biel-Bienne                                  |
| 1972   | Neuchâtel Xamax                                                                             | FC Biel-Bienne          | FC Grenchen                                     | FC Basel                                        |
| 1973   | BSC Young Boys                                                                              | FC Biel-Bienne          | Neuchâtel Xamax                                 | FC Grenchen                                     |
| 1974   | abgesagt                                                                                    | abgesagt                | abgesagt                                        | abgesagt                                        |
| 1975   | BSC Young Boys                                                                              | FC Grenchen             | FC Biel-Bienne                                  | FC La Chaux-de-Fonds                            |
| 1976   | FC Zürich                                                                                   | BSC Young Boys          | FC Grenchen                                     | FC Biel-Bienne                                  |
| 1977   | Neuchâtel Xamax                                                                             | FC Basel                | FC Biel-Bienne                                  | FC Grenchen                                     |
| 1978   | FC Basel                                                                                    | Neuchâtel Xamax         | FC Grenchen                                     | FC Biel-Bienne                                  |
| 1979   | FC Basel                                                                                    | FC Grenchen             | FC La Chaux-de-Fonds                            | FC Luzern                                       |
| 1980   | FC Basel                                                                                    | FC Grenchen             | FC Biel-Bienne                                  | FC Luzern                                       |
| 1981   | FC Grenchen                                                                                 | FC Basel                | FC Luzern                                       | FC Biel-Bienne                                  |
| 1982   | FC Grenchen                                                                                 | FC Basel                | FC Aarau                                        | FC Biel-Bienne                                  |
| 1983   | FC Basel                                                                                    | FC Zürich               | FC Grenchen                                     | FC Biel-Bienne                                  |
| 1984   | Servette Genève                                                                             | FC Basel                | FC Biel-Bienne                                  | FC Grenchen                                     |
| 1985   | FC Grenchen                                                                                 | FC Basel                | FC Biel-Bienne                                  | Servette Genève                                 |
| 1986   | FC Basel                                                                                    | Grasshopper Club Zürich | FC Grenchen                                     | FC Biel-Bienne                                  |
| 1987   | BSC Young Boys                                                                              | FC Grenchen             | Górnik Zabrze                                   | FC Basel                                        |
| 1988   | FC Basel                                                                                    | FC Grenchen             | Plastika Nitra                                  | FC Twente Enschede                              |
| 1989   | FK Partizan Belgrad                                                                         | FC Grenchen             | FC Basel                                        | FC Zürich                                       |
| 1990 0 | Górnik Zabrze                                                                               | FC Basel                | FC Lugano                                       | FC Aarau                                        |
| 1990 0 | Ausgeschieden (punktgleich mit den beiden anderen) als Letzter der Gruppe 1: ZriFC Grenchen |                         |                                                 |                                                 |
| 1990 0 | Ausgeschieden als abgeschlagener Letzter der Gruppe 2: GreneFC Zürich                       |                         |                                                 |                                                 |
| 1991   | 1. FC Köln                                                                                  | FC Sion                 | Olimpia Posen                                   | FC Grenchen                                     |
| 1992   | FC Zürich                                                                                   | SR Delémont             | FC Basel                                        | FC Grenchen                                     |
| 1993   | FC Zürich                                                                                   | FC Basel                | FC Grenchen                                     | SR Delémont                                     |
| 1994   | FC Zürich                                                                                   | SR Delémont             | FC Grenchen                                     | FC Schaffhausen                                 |
| 1995   | FC Aarau                                                                                    | FC Solothurn            | BSC Young Boys                                  | FC Grenchen                                     |
| 1996   | FC Grenchen                                                                                 | FC Solothurn            | SV Lyss                                         | FC Biel-Bienne                                  |
| 1997   | FC Subingen                                                                                 | FC Biel-Bienne          | FC Grenchen                                     | SV Lyss                                         |
| 1998   | FC Solothurn                                                                                | SR Delémont             | FC Subingen                                     | FC Grenchen                                     |
| 1999   | FC Grenchen                                                                                 | FC Solothurn            | FC Langenthal                                   | FC Thun                                         |
| 2000   | BSC Young Boys                                                                              | Neuchâtel Xamax         | FC Solothurn                                    | FC Grenchen                                     |
| 2001   | Grasshopper Club Zürich                                                                     | BSC Young Boys          | FC Solothurn                                    | FC Grenchen                                     |
| 2002   | Servette Genève                                                                             | BSC Young Boys          | FC Aarau                                        | FC Grenchen                                     |
| 2003   | FC Basel                                                                                    | BSC Young Boys          | Grasshopper Club Zürich                         | Casino SW Bregenz                               |
| 2004   | BSC Young Boys                                                                              | 1. FC Kaiserslautern    | FC Basel                                        | FC Schalke 04                                   |
| 2005   | Trabzonspor                                                                                 | 1. FC Kaiserslautern    | BSC Young Boys                                  | FC Basel                                        |
| 2006   | FC Zürich & FC Basel                                                                        | BSC Young Boys          | Bayer 04 Leverkusen, 1. FC Köln (beide Dritter) | Bayer 04 Leverkusen, 1. FC Köln (beide Dritter) |
| 2007   | BSC Young Boys                                                                              | FC Basel                | FC Red Bull Salzburg                            | Celtic Glasgow                                  |
| 2008   | FC Basel                                                                                    | Borussia Dortmund       | FC Luzern                                       | Legia Warschau                                  |
| 2009   | Schachtar Donezk                                                                            | BSC Young Boys          | FC Basel                                        | Panathinaikos Athen                             |
| 2010   | VfB Stuttgart                                                                               | BSC Young Boys          | FC Twente Enschede                              | Deportivo La Coruña                             |
| 2011   | FC Basel                                                                                    | BSC Young Boys          | West Ham United                                 | Hertha BSC                                      |
| 2012   | keine Austragung                                                                            | keine Austragung        | keine Austragung                                | keine Austragung                                |
| 2013   | FC Basel                                                                                    | Roter Stern Belgrad     | Grasshopper Club Zürich                         | Fortuna Düsseldorf                              |
| 2014   | keine Austragung                                                                            | keine Austragung        | keine Austragung                                | keine Austragung                                |
| 2015   | keine Austragung                                                                            | keine Austragung        | keine Austragung                                | keine Austragung                                |
| 2016   | Galatasaray Istanbul                                                                        | FC Zürich               | BSC Young Boys                                  | Borussia Mönchengladbach                        |
| 2017   | Stoke City                                                                                  | BSC Young Boys          | Benfica Lissabon                                | Neuchâtel Xamax                                 |
| 2018   | Wolverhampton Wanderers                                                                     | Feyenoord Rotterdam     | BSC Young Boys                                  | FC Basel                                        |
| 2019   | BSC Young Boys                                                                              | Eintracht Frankfurt     | Crystal Palace                                  | FC Luzern                                       |
| 2020   | keine Austragung                                                                            | keine Austragung        | keine Austragung                                | keine Austragung                                |
| 2021   | keine Austragung                                                                            | keine Austragung        | keine Austragung                                | keine Austragung                                |
| 2022   | keine Austragung                                                                            | keine Austragung        | keine Austragung                                | keine Austragung                                |
| 2023   | keine Austragung                                                                            | keine Austragung        | keine Austragung                                | keine Austragung                                |
| 2024   | keine Austragung                                                                            | keine Austragung        | keine Austragung                                | keine Austragung                                |

Alle Spielergebnisse und ggf. Tabellen seit 1962 können auf WildStat.com (bis 2019) und im RSSSF-Archiv (bis 2018) abgerufen werden.

## Rangliste der Cupsieger
- 13: FC Basel
- 8: BSC Young Boys
- 7: FC Grenchen
- 5: FC Zürich
- 2: Neuchâtel Xamax, Servette Genève
- 1: Stoke City, VfB Stuttgart, Ipswich Town, Lanerossi Vicenza, FC Sochaux, FC Biel-Bienne, Partizan Belgrad, Górnik Zabrze, 1. FC Köln, FC Aarau, FC Subingen, FC Solothurn, Trabzonspor, Schachtar Donezk, Grasshopper Club Zürich, Galatasaray Istanbul, Wolverhampton Wanderers

Anmerkung: Der gemeinsame Sieg von Zürich und Basel ist für jeden der Vereine, FC Zürich und FC Basel, gezählt.